# Дуб звичайний (Надвірнянський район, с. Молодків)
Дуб звичайний — ботанічна пам'ятка природи місцевого значення. Об'єкт розташований на території Надвінянського району Івано-Франківської області, село Молодьків.
Площа — 0,0100 га, статус отриманий у 1993 році.